# Hermann Klein (oficial)
Hermann Klein (19 de julho de 1913 - 18 de agosto de 1944) foi um oficial alemão que serviu no Deutsches Heer durante a Segunda Guerra Mundial. Foi condecorado com a Cruz de Cavaleiro da Cruz de Ferro com Folhas de Carvalho.

## Condecorações
| Cruz de Ferro (1939) 2ª Classe                                   | 3 de novembro de 1941   |
| Cruz de Ferro (1939) 1ª Classe                                   | 14 de fevereiro de 1943 |
| Distintivo de Honra do Exército                                  | 17 de dezembro de 1943  |
| Cruz de Cavaleiro da Cruz de Ferro                               | 15 de abril de 1944     |
| Cruz de Cavaleiro da Cruz de Ferro com Folhas de Carvalho nº 567 | 2 de setembro de 1944   |